# Знак запрета
Знак запрета — графический символ в виде красной окружности с красной диагональной полосой внутри наискосок от левого верхнего угла в правый нижний. Внутри круга на белом фоне находится изображение того, что именно запрещает конкретный знак.
По стандарту ISO 3864, площадь красного цвета должна занимать не менее 35 % от общей площади знака. Данное изображение достаточно часто используется частными компаниями, например, для рекламы или промоушена, и здесь они вольны отступать от стандартов: диагональная полоса может идти из левого нижнего угла в правый верхний, толщина круга и полосы может быть значительно меньше, красный цвет — более ярким для привлечения внимания.
В Юникоде данная пиктограмма (⃠) вызывается U+20E0. В языке эмодзи знак запрета (🚫) вызывается U+1F6AB NO ENTRY SIGN.

## Примеры

### Очевидные

Движение пешеходов запрещёно
Разворот запрещён
Курение запрещено
Мусорить запрещено
Купание запрещено
Сидение запрещено
Подниматься запрещено
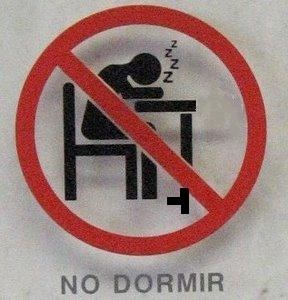
Спать запрещено
Запрещено пить воду из-под крана
Есть и пить запрещено
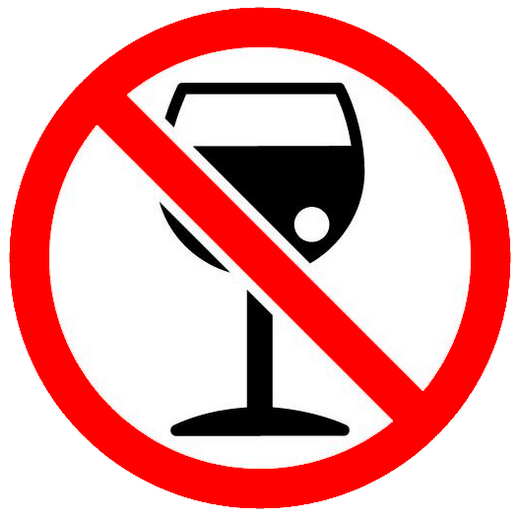
Распитие алкоголя запрещено
Фотосъёмка запрещена
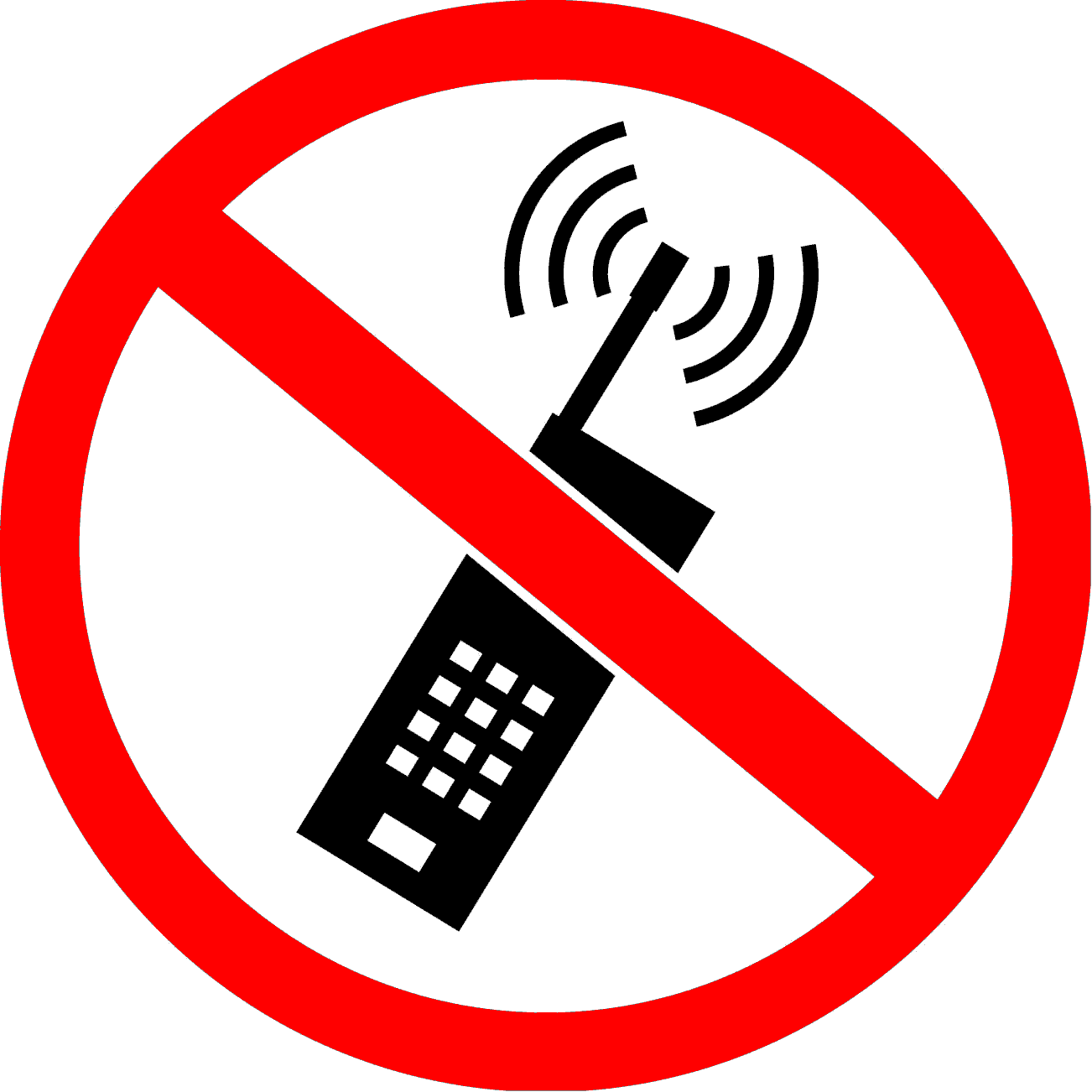
Использование сотовых телефонов запрещено
Вход с оружием запрещён
Для детей от 3 лет
«Уберите за своей собакой»
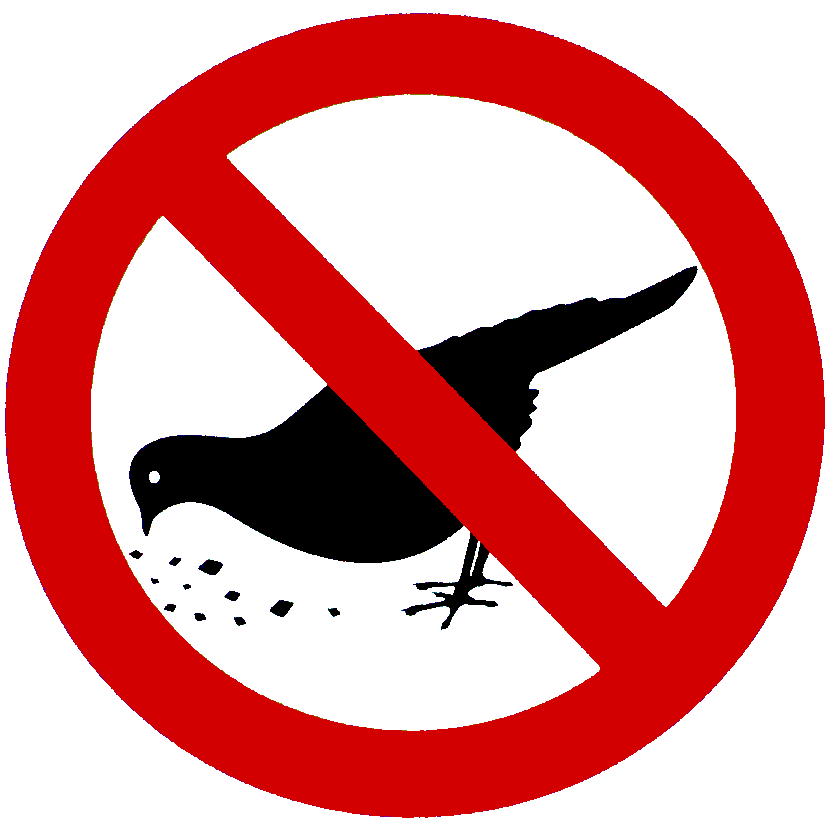
Птиц не кормить
Въезд на лошадях запрещён
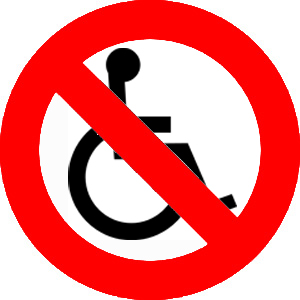
Въезд на инвалидных колясках запрещён
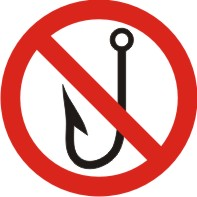
Рыбалка запрещена
Попрошайничать запрещено
Торговля запрещена
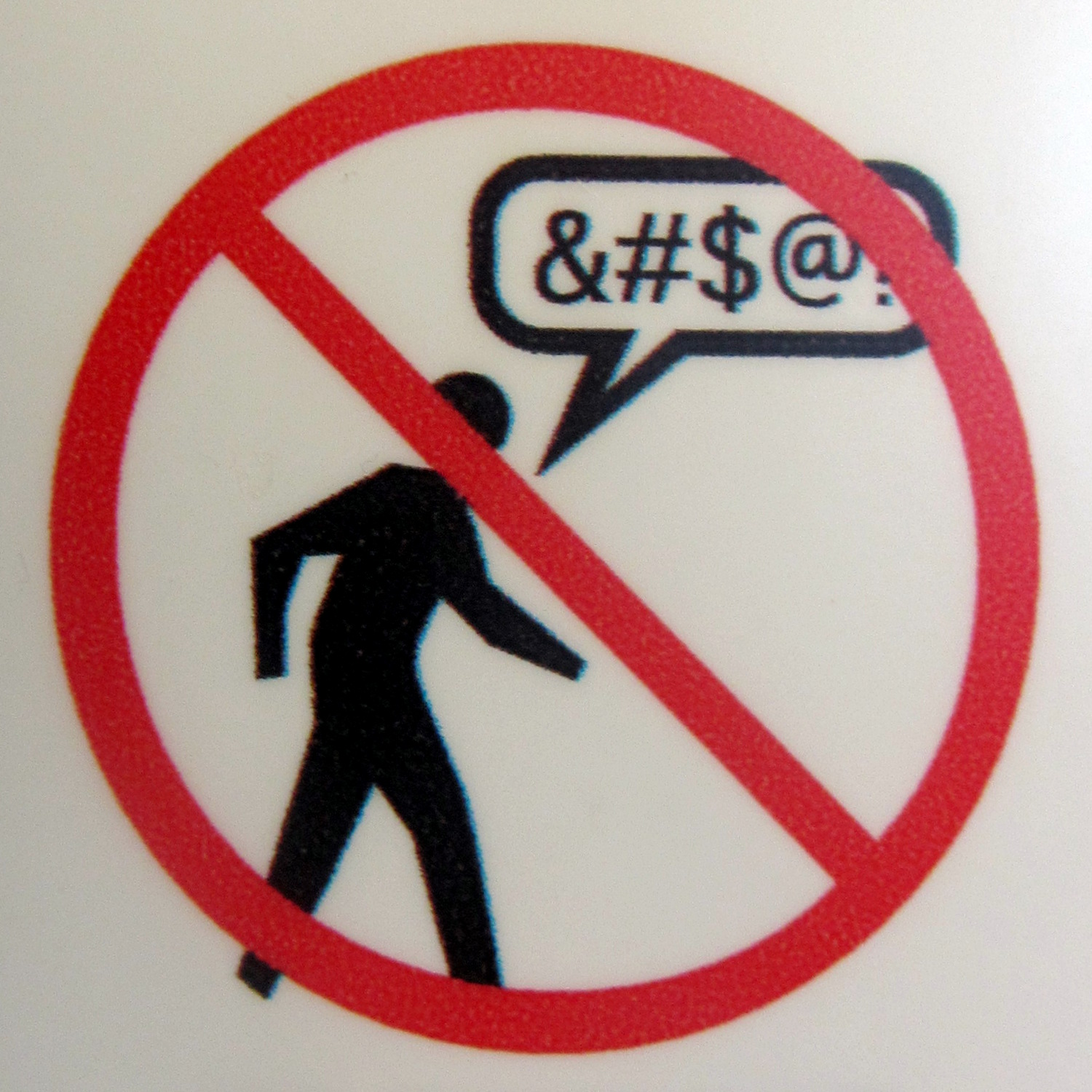
Ругаться запрещено
Плевание запрещено
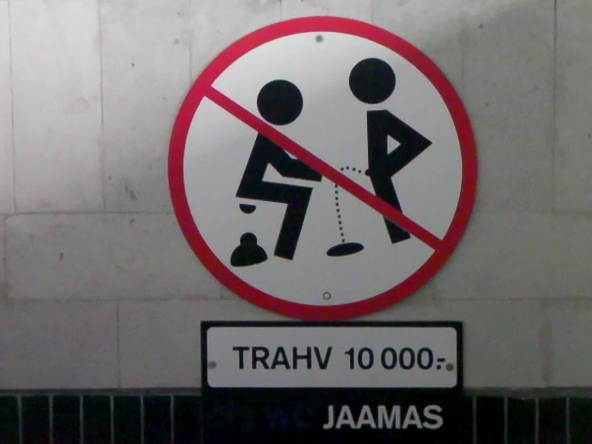
Справлять естественные надобности запрещено

### Не вполне очевидные

Стоянка запрещена
Автостоп запрещён
Запрещён вход людям с металлическими имплантатами
Запрещён вход людям с кардиостимуляторами или имплантированными дефибрилляторами
Пьяное вождение запрещено
Не прикасаться, корпус под напряжением
Прикасаться запрещено
Посторонним вход запрещён
Запрещена работа людям в галстуках
Запрещена работа людям с распущенными длинными волосами[англ.]
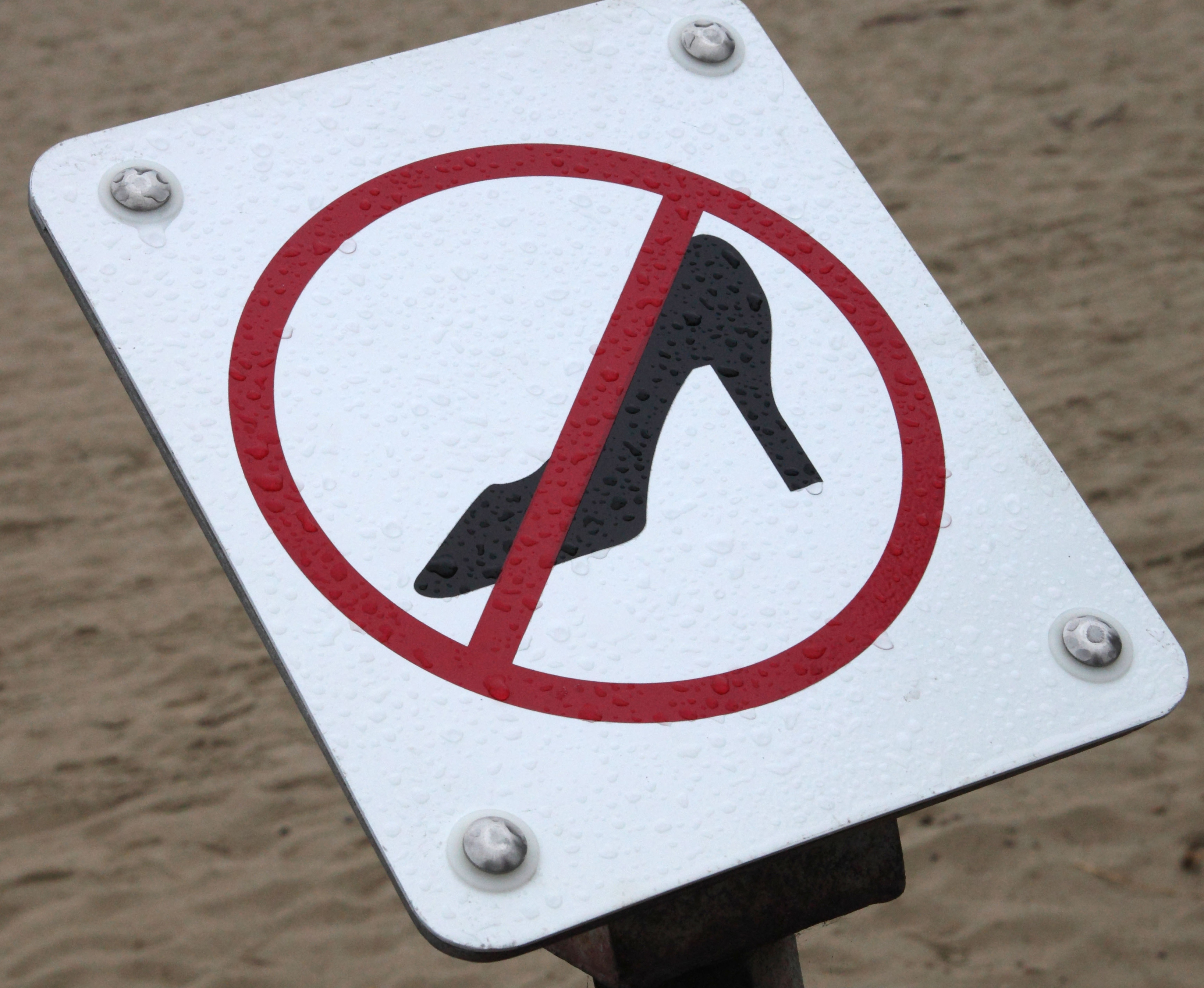
Не входить в обуви с высоким каблуком
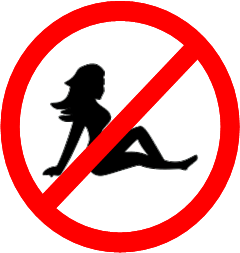
Нахождение без одежды запрещено
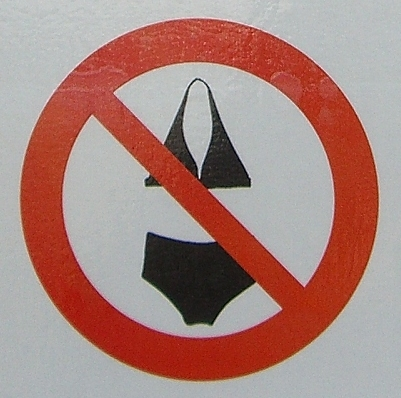
Нахождение в бикини запрещено
Тушить водой запрещено
Не использовать в жилых помещениях
Дурианы запрещёны
Использование дронов запрещено
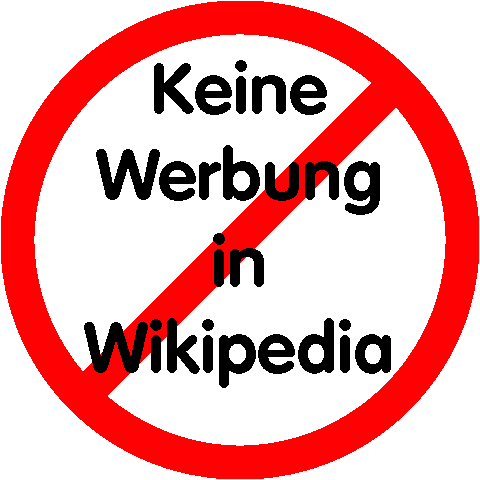
Реклама в Википедии запрещена (нем.)
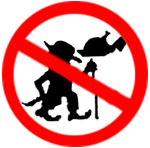
«Не кормите тролля»
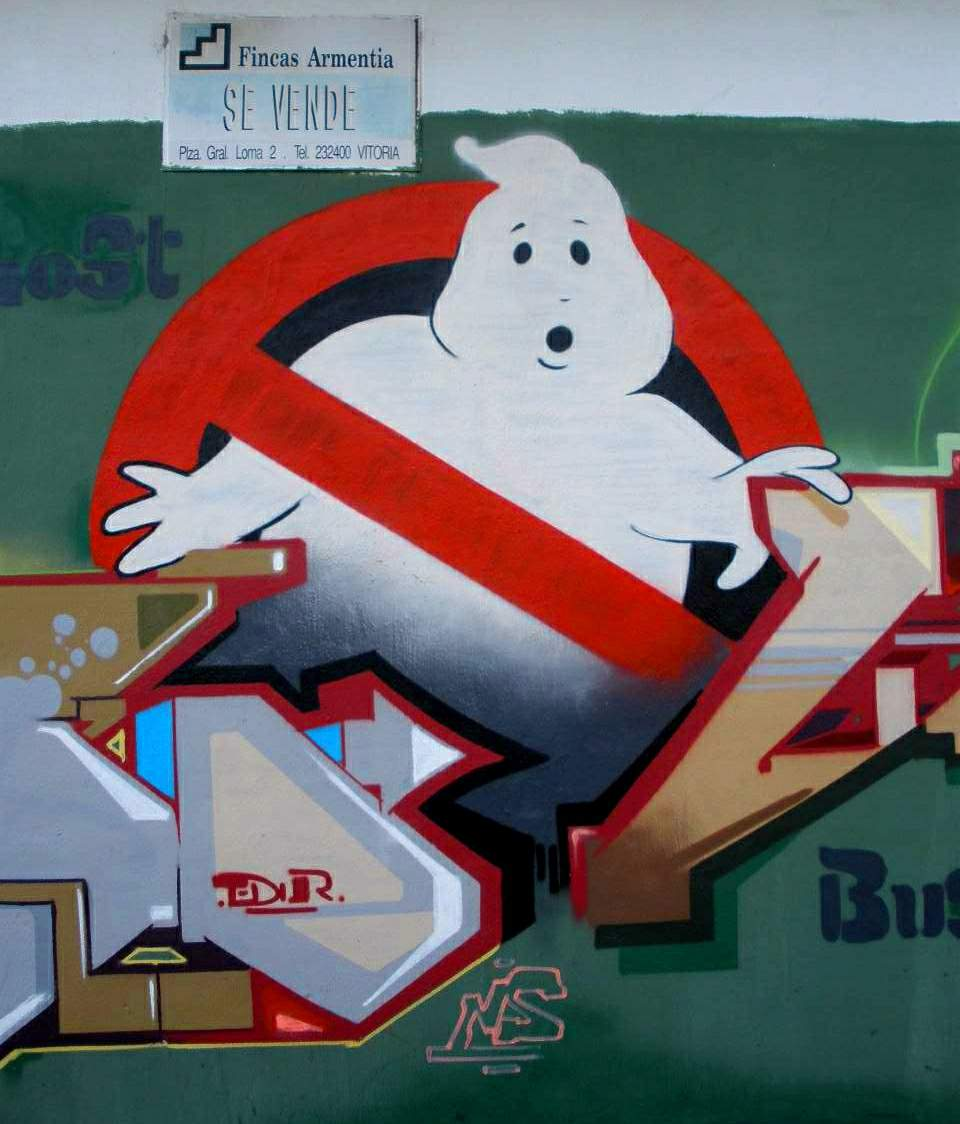
Торговый знак «Охотников за привидениями»
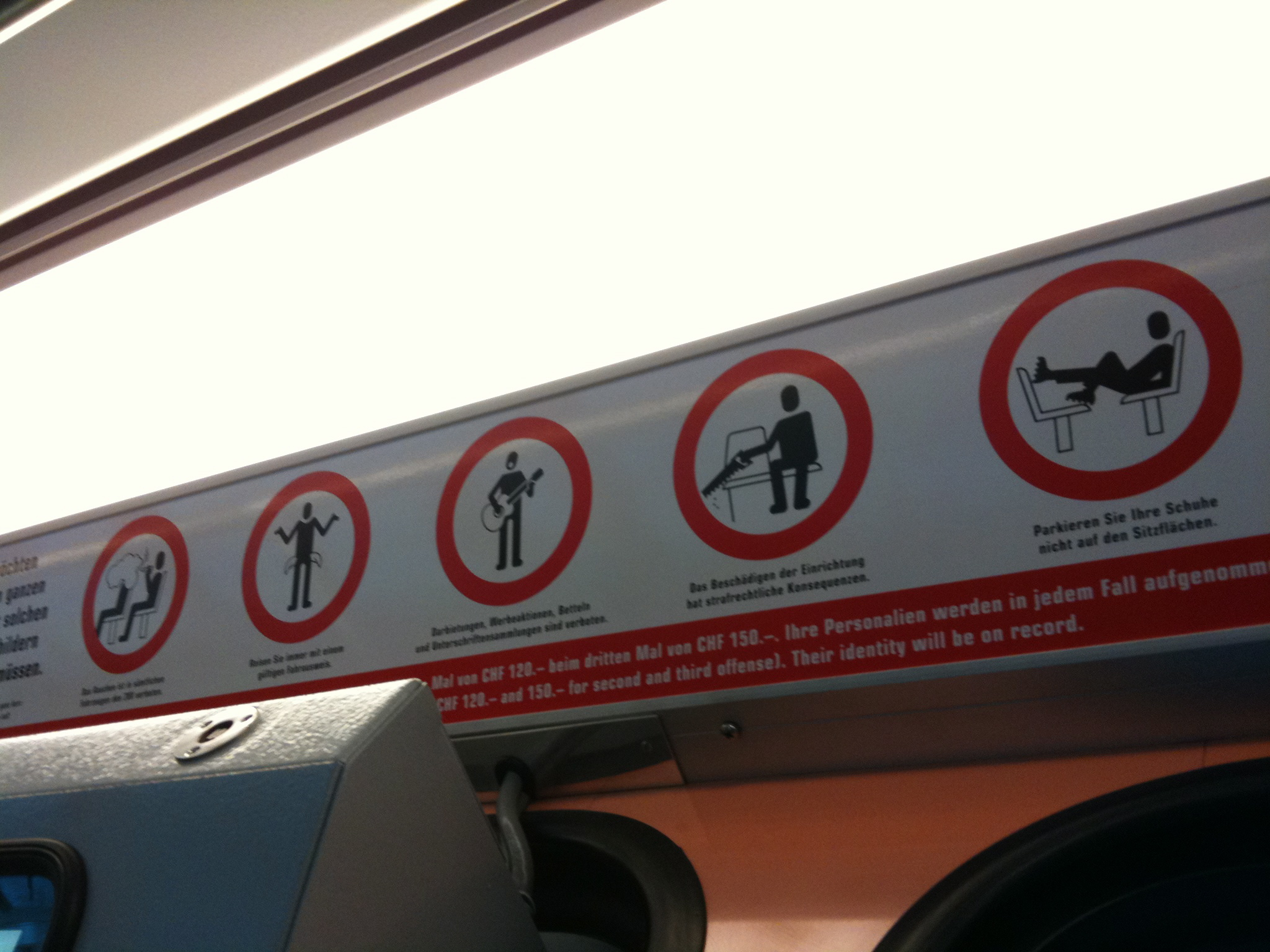
Группа шуточных запрещающих знаков
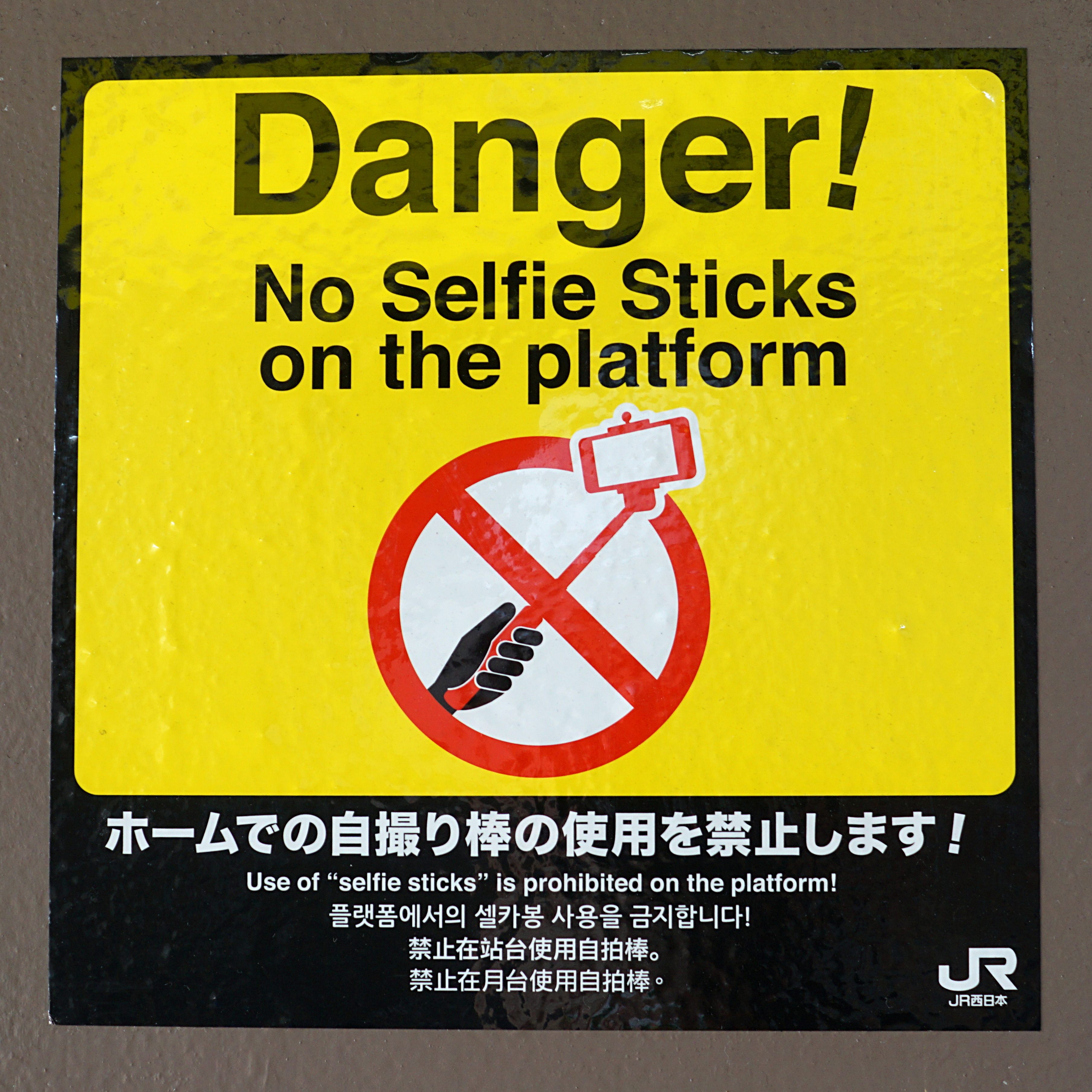
«Опасно! Использование селфи-палок на платформе запрещено»